# Вештица (филм из 1906)
Вештица (фр. La Fée Carabosse ou le Poignard fatal) је француски неми хорор филм из 1906. године, редитеља Жоржа Мелијеса, који уједно тумачи и главну улогу. Радња прати сиромашног трубадура, који увреди вештицу када јој прорицање судбине плати врећом песка.
Радња је инспирисана бретонским фолклором. Филм је објавила Мелијесова продукцијска кућа Star Film Company 1906. године и налази се под редним бројем 877–887. у њеном каталогу. Једна копија филма у боји је сачувана и до данас.

## Радња
Лотаир, сиромашни трубадур, пита пророчицу о томе шта га чека у будућности, али је увреди када јој плати врећом песка. 

## Улоге
- Жорж Мелијес